# サイレントメビウス
『サイレントメビウス』（SILENT MÖBIUS）は、麻宮騎亜が『月刊コミックコンプ』（角川書店刊）において1988年から連載（途中から『コミックドラゴン』へ移行）していた漫画。

## 作品解説
サイバーパンクな未来で戦う美少女達を描いた麻宮騎亜の代表作である。本編は全12巻。さらに、キャラクター個々のサイドストーリーを収録した『サイレントメビウス テイルズ』 (Silent Möbius Tales) 全2巻がある。
本作の前史で、主人公たちの親たちの戦いである「第一次妖魔大戦」を描いたスピンオフ作品『メビウスクライン』 (Möbius Klein) が『電撃コミックGAO!』において併載されていたが、いわゆる角川騒動の余波で連載が中断を経てそのまま打ち切りとなり、同作は「本作の第0巻」としてコミックス全1巻にまとめられた。
1991年8月17日には劇場版アニメが公開され、翌年1992年7月18日には2作目も公開されている。のちにテレビアニメも制作され、1998年4月7日から同年9月29日まで全26話がテレビ東京系で放送された。
麻宮騎亜の漫画家20周年企画としてカバーイラストは新作の描き下ろし、カラー原稿は本文中再現収録、各巻にカラーイラストギャラリー掲載、設定資料&新規取材企画ページ掲載、というシリーズ全話が収録された『サイレントメビウス 完全版』が徳間書店から2006年4月下旬より毎月2巻ずつにて全12巻刊行され、通巻で13巻・14巻として『テイルズ』、0巻として『クライン』も共に完全版として刊行された。
メインキャラクターの1人である彩弧由貴の誕生日を記念し、Webラジオが2010年9月10日から同年10月1日までの期間限定（全4回）で配信された。その後、同年10月11日に公開録音イベントが催され、10月15日に「公開録音SP」全1回として追加配信もされている。
オリジナルシリーズの後世代の話である『サイレントメビウス ネオス』が2005年末より連載が開始される予定だったが、作者の入院や雑誌自体の発刊中止により、執筆されなかった。
2011年2月より、ぶんか社からコミック文庫として『テイルズ』『クライン』を含む全8巻が刊行された。
2013年8月から2018年7号より、『月刊ヤングマガジン』にて本作から17年後の世界を舞台とした続編『サイレントメビウスQD」（サイレントメビウス クアドリガ）が連載された。
2015年12月より、講談社から前出のコミック文庫を元にした電子書籍版が配信されている。

## 背景設定
本作品は1982年公開の映画『ブレードランナー』の設定を踏襲しており、“酸性雨が降りしきる近未来”という舞台設定や、飛行能力を持った警察車両（空飛ぶ車）の名称が「スピナー」であったり、護身用の拳銃が当該作の作中に登場する通称“デッカードブラスター”を模したデザインであることや、キディが追っていたのが本作中では「メガダイン」と呼称される人造人間で、レプリカントと同様に寿命が設定されているなど、至るところにそのテイストがある。

## ストーリー
人口は増加の一途をたどり、環境破壊による酸性雨が降りしきる近未来のTOKYO。2000年を過ぎた頃から、人知を越えた不可思議な事件が起きるようになっていた。3rd-AT（サード・アトラクション）と呼ばれ一般人に秘匿されていたそれらの事件は、妖魔（ルシファーホーク）と呼ばれる異世界（ネメシス）の住人たちが引き起こす事件であった（連載当初は妖魔が直接関与しない3rd-ATも発生しており、妖魔は「何でもあり」な3rd-ATの一部でしかなかった）。
妖魔は異なる秩序が支配する宇宙に存在する「邪界（ネメシス）」から来ており、自分の世界の秩序に従った魔法を使えるが、こちらの宇宙に来るには、こちらの宇宙の秩序に合わせ、自分の姿を人間に近づける必要がある。妖魔は、2000年以前にも稀に来ており、妖魔とかかわりを持った者（とその子孫）も異世界の秩序＝魔法が使える。ギゲルフ・リキュール（香津美の父）もそうした者の一人であり、香津美に邪界との扉を開く「鍵」としての能力を与えたとされる。
2023年、頻発する妖魔事件に対し、ラリー・シャイアンは「Attacked Mystification Police Department（対妖魔用特殊警察、通称AMP―アンプ）」を結成し、これに対抗する。女性は「何も生み出さない戦いのなかでも次代に繋がる命を生み出せる」との思想から、AMPは女性だけで構成されている。2026年時点（漫画第1巻）のAMPのメンバーはラリーに加えて、主人公・香津美・リキュール、キディ・フェニル、レビア・マーベリック、闇雲那魅、彩弧由貴の6人。彼女たちは各々が持つ特殊な能力を駆使し、妖魔に対抗する。

## 登場人物
香津美・リキュール（かつみ リキュール）
大魔導士ギゲルフ・リキュールと巫由伽（旧姓：葉月）との間に生まれる。人間界（ガイア）と邪界（ネメシス）とをつなぐ「鍵」の役割を持つと言われ、ネメシスの者たちから度々ネメシス側につき戦うよう求められている。絶大な潜在的魔力を持ち、13の惑星霊を操る魔法を得意とし、父の遺品である剣皇グロスポリナーを操る。母である巫由伽は、香津美を守るため妖魔と戦い死亡。そのことを引きずり悩んでいたが、軌道エレベータースパイラスの事件の際、母の敵である妖魔を倒し過去と決別した。その際、剣皇グロスポリナーはその身を二つに折ってしまう。
恋人はロイ（ロバート・デ・ヴァイス）。彼とは結婚の約束をされるほど良好な関係であったが、過酷な運命に怖気づき彼に一方的に別れようと心に背を向けたことで隙が生じたため、そこを突かれ自身の力を利用しようとするネメシスのガノッサ・マクシミリアン（後述）らによりロイを殺され消息を絶った。その後、AMPのメンバーと再会を果たすが、ロイを喪った衝撃で虚ろになった心は魔剣メディウムにより支配されており、ネメシスに協力する者となっていた。AMPと敵対して00分署そのものを妖魔に飲み込ませようと警察署を襲い、関係者を大量に虐殺する。しかし、親友キディ・フェニルがメディウムに命を捧げることにより正気を取り戻す。
最終決戦の際にはAMPのメンバーとして戦い、和平を望む妖魔の王ルシフェルなどの協力もあってネメシスを惑わし争いへと導いていたガノッサを打ち倒す。凍結されたことで胎内の時間も止まっており、ロイの子を身籠っていたことを気づかなかったが、由貴に指摘されて知る。戦後に娘を産み、2人で静かに暮らしている。
登場メンバー中で唯一、恋人と肉体関係を持っていることが表現されている。『サイレントメビウス テイルズ』ではロイとの出会い、AMP入隊時のことや娘とのその後などが描かれ、妖魔とは今後分かり合っていけることなど明るい未来が示唆された。またロイとの出会いについては映画版・漫画版・アニメ版などで異なる描写がされている。
誕生日：2006年8月1日。ハワイ出身。趣味はAV鑑賞で、ウルトラセブン（全話分所有している模様）が一番のお気に入り。
名前の設定は作者が大酒飲みという現実に由来し、彼女自身も酒好き。甘いものや辛いものは苦手だったりする。またグロスポリナーをはじめ、ジェッソなど作中に登場する剣の名前はアクリル絵具の画材から来ている。
キディ・フェニル（Kiddie Phenyl）
刑事時代重傷を負った際、全身のほとんどをアーマーコートで戦闘用にサイボーグ化したため、生身の部分は、30%前後しかない。褐色の肌で怪力の持ち主。かなりの重量・反動がある重力銃「グラビトン」を片手で扱うなど、兵器の扱いも熟知。
恋人はラルフ・ボーマーズ。出会った時はむしろ険悪な雰囲気であったが、自身の身体をサイボーグ化するに至らしめたメガダイン「ワイヤー」との戦いの際、親交を深めた。「絆」編では、殺人の容疑をかけられ射殺命令が出されるも、二人の愛が揺らぐことはなく、キディを陥れた妖魔の乗り移ったメガダインを共に戦い打ち倒す。戦いで重症をおったラルフに、キディは自身の生命維持装置をつなぎ彼の命を救った。
魔剣メディウム（メデュウム）に支配された人間が愛する者の命を得れば、それまで支配されていた人間は解放されるという特性と磯崎の過去を知り、香津美を取り戻そうと自身を犠牲にしようとした磯崎を当て身で制止して自らの命を捧げ香津美を救い命を落としたと思われたが、自身のサイボーグ化された体の機能保持により仮死状態になることで一命をとりとめ、90%のサイボーグ化を躊躇う真奈に託されたラルフにより復活した。最終決戦時はラルフと共に戦いに参戦し、終戦後にはラルフと結婚、警察署で結婚式が行われた。『サイレントメビウス テイルズ』では、ラルフがプロポーズに至るまでの物語が描かれている。30倍の辛さのカレーを平気で注文できるほどの辛いもの好き。
誕生日：2005年10月4日。オーストラリア出身。劇場アニメ版ではウェーブのある髪で、派手な印象がある。
レビア・マーベリック（Lebia Mavelick）
電脳世界に直接ハッキングできるヴィジョネイルの中でも、特α級の能力を持つ。電脳世界（ロジック・スペース）では、ほぼ無敵。AMPの兵器のほとんどを開発。祖父ステファン・L・マーベリックの発明による特許の恩恵を受け、自室にプールがあったり、個人用の人工衛星（ドナルド）を所有するなど、リッチな生活をしている。三種の神器（AI）と呼ばれる、デューイ、ヒューイ、ルーイを自作しとても大切にしており、いわゆるメカフェチ的な面がある。その体型を思い浮かべる際は「プレイメイト」か海外の女性の体を参照とのことである。メンバー最強の肢体を有しており美人だが、あまり恋愛事に興味が無いようで、三種の神器達からも「そろそろ恋人を見つけられては」と心配されることも。
誕生日：2001年3月18日。ロサンゼルス出身。
連載前の設定では、香津美と二人でコンビを組むストーリーだった。
続編『サイレントメビウスQD』では、ラリーの後を継いで次世代AMPの署長に就任している。
闇雲那魅（やみぐも なみ）
古来より日本の祭儀一切を取り仕切ってきた、闇雲家次女。神社は地下400mにあり、四方を守護する四神（玄武、青龍、朱雀、白虎）と聖獣麒麟の宿る神器を奉っている。神道の術を使う。常に巫女の装束を纏っており、本人もそれ以外を着ることを嫌がる。最も防具として機能する呪術を施された巫女装束なので、決して本人の趣味だけでそうしているわけではない。制服の着用が義務づけられているAMP勤務時でも巫女装束の上にAMPのマントしか羽織らないため、ラリーの悩みの種になっている。但し、レビア宅のプールではちゃんと水着に着替えているが、全く泳げない（水浴びや風呂は好き）。清楚で美しい日本人形のような女性で、感情が表に出にくい。極度の潔癖症で掃除好き。
兄と姉がいるが、いずれも闇雲家の試練に耐えられず脱落したため、跡取りの資格がない。唯一合格したのは那魅だけである。本編未登場の凪（なぎ）という姪がおり、続編『サイレントメビウスQD』に登場している。
誕生日：2008年6月26日。日本出身。
彩弧由貴（さいこ ゆき）
YLEM PROJECTと呼ばれる人間兵器（YLPER WEAPON）開発計画の生き残り。他人の因子を埋め込むことにより、人工的に超能力者になる。予知能力、サイコキネシスなどを使う。副業として「Cafe らびりんす」を経営することで、自宅の家賃を半額（原作4巻では「無料」）にしてもらっている。喫茶店は手作りにこだわるため、メニューはコーヒーだけで、他のものは手作りできないので一切ない。
なお、喫茶店のオーナーの鷲尾徹とは過去の渋谷に飛ばされた際に出会っている。そのまま留まればつり合いのとれたカップルになったが、元の時間に戻ったことで親子ほどに年が離れてしまった。それでも、彼女を理解してくれる恋人として、由貴を一途に想い、愛し続けている。
出会った時の鷲尾はしがないアルバイト学生だったが、再会した鷲尾はEGコンツェルンのオーナーと呼ばれる存在になっており、かなりの努力をして由貴を待っていたことがうかがえる。由貴を待つ孤独に耐えていた鷲尾は接触してきたガノッサたちがもちかけた取引、再び由貴と会わせるという約束に応じてしまうがガノッサたちの本性に気付き彼らへの対抗策を模索、その結果としてYLEM PROJECTが発案され再び鷲尾と由貴が出会うことになった。由貴の能力が自身の心の弱さが原因であったことを詫びる鷲尾の謝罪を由貴は受け入れた。
戦後、藍菁の中華料理とミックスした店になる。
誕生日：2010年9月10日。
名前の由来は麻宮が好きな女優の斉藤由貴から。髪をトレードマークの黄色い大きなリボンでポニーテールに結っている。
磯崎真奈（いそざき まな）
ラリー署長の昇進にともなって新たに赴任した課長。密教をベースとした術を使い、その実力はかなり高い。仕事に対する態度は厳しく部下をきつく諌めることもあるが、それは彼女が本当に部下を大切に思っている証でもある。TVアニメ版ではチーフとして最初からAMPにいた。
那魅の姉とは旧知の知り合いで、7年ぶりの再会を喜び話すシーンがある。
『サイレントメビウス テイルズ』では、前回の妖魔との戦いで魔剣メディウムにより心を失い、恋人ゲンヴァラの犠牲により正気を取り戻したことが描かれている。そのことにより香津美が魔剣メデュウムにのっとられた際、自身の命を捧げて香津美を救おうとしていた。
誕生日：2000年1月31日。日本出身。
藍菁（ラム・チェン）
剣帝ジェッソの使い手で、風水をベースとした技を使う。ルシファー・ホーク側に墜ちた香津美の代役としてメンバーに加入。勝ち気で周囲は欠片も考えていないのに自身は香津美の代用品だと思い込み、初期は香津美に対しライバル心を燃やして結界を張らずに妖魔（ルシファーホーク）を呼び込んで窮地に陥ったこともある。TVアニメ版では香津美の恋人とは知らずにロイを好きになってしまい、逆恨みから連帯で他のメンバーに対してさえも悪感情を抱いてしまう。原作とは異なり、早めにAMP入りした。
香港出身。
ラリー・シャイアン（Larry Cheyenne）
2023年にAMPを組織した。妖魔と人間の混血。幼少時の人間からの虐待により、妹ローザは自身を受け入れてくれると妖魔側についたことで決別した。この時代は警察といえど民営化されているため、幹部が使えないと判断するや企業買収し自ら指揮を執る。滅多なことでは力を奮うことはないが、生来強力な魔力の持ち主であり、本気で闘う際の実力はAMPの中でも屈指。先述のことから相当な（おそらくレビア以上の）資産家でもある。
妹ローザとは度々敵対するも、ラリーはあくまでローザを守りたいという気持ちを忘れてはいなかった。ガノッサに陥れられて自身は重傷を負い、ローザは死亡。その際、姉妹の和解が果たされた。気丈な面と暖かく人間らしい心を併せ持ち、妹ローザの死には涙を流した。
『サイレントメビウス テイルズ』では以前の妖魔との戦いについて描かれ、磯崎真奈との交流や妹との確執に悩む姿などが描かれている。
1991年生まれ。
ガノッサ・マクシミリアン
本作の黒幕。邪界を利用し、支配者になることを目的に立ち回る。嘗ては香津美の父ギゲルフの弟子だったが、師を裏切って邪界への門を開いて妖魔の王ルシフェルを甘言で惑わして人間界へ侵攻させる。その野望はギゲルフが己の命と引き換えに邪界への門を閉ざしたために一度断たれるが、今度は門を開く「鍵」となる香津美を狙う。
一見様々な策を弄する知略に富んだ策士に見えるが、実は「他人を騙して利用する（そして使い捨てる）」「他人を妖術で洗脳して操り人形にする（そして使い捨てる）」「人質を取って敵の動きを封じる」の三通りしかない。そして最終決戦において追いつめられ、逃げることさえ出来なくなった。そのやり口は妖魔からも信用されておらず、力を得る代償として女神ネメシスに差し出した半身を「決戦に必要だから」と返して貰ったが、 妖魔（ルシファーホーク）の寄せ集めで作られた紛い物だったため、拒絶反応を起こしてさらなる窮地に。最後は時間退行の呪詛をかけられて胎児の姿に戻り、遂には無に帰した。人間・妖魔、そして邪界の女神ネメシスまでもが和平と共存を望み、一丸となったことにより支配者になろうとした野望は霧散した。
ローザ･シャイアン
ラリーの妹。半ば自分達姉妹を虐待した人間への敵意、半ば姉ラリーへの反抗心から妖魔に組し、ガノッサの手先となる。
ルシフェル
妖魔の王。ガノッサの甘言に惑わされ人間界に戦いを挑んだが、心の底では和平を願っている。

## 漫画単行本
- サイレントメビウス
  - コンプコミックス - 6巻まで（1巻の帯のコピーは「電脳魔道都市！！」[1]。）
  - ドラゴンコミックス - 全12巻
  - 角川コミックスドラゴンJr. - 麻宮騎亜コレクション2〜16 全15巻
  - トクマコミックス - 完全版 01〜12巻 全12巻
  - ぶんか社コミック文庫 / 講談社電子書籍 - 全8巻（テイルズ/メビウスクラインを含む）
- メビウスクライン
  - 電撃コミックス EX - メビウスクライン 0
  - 角川コミックスドラゴンJr. - 麻宮騎亜コレクション1 サイレントメビウス 0巻
  - トクマコミックス - サイレントメビウス クライン 完全版 00巻
  - ぶんか社コミック文庫 / 講談社電子書籍 - 8巻に収録
- サイレントメビウス テイルズ
  - Gファンタジーコミックス - 全2巻
  - トクマコミックス - サイレントメビウス テイルズ 完全版 13〜14巻 I〜II 全2巻
  - ぶんか社コミック文庫 / 講談社電子書籍 - 7巻に収録
- コンプ増刊 麻宮特集号
- コンプ増刊 麻宮特集号2
- サイレントメビウス QD 全5巻
  1. 2014年11月6日発売 ISBN 978-4-06-377054-4
  2. 2016年3月4日発売 ISBN 978-4-06-377308-8
  3. 2017年4月20日発売 ISBN 978-4-06-393026-9
  4. 2019年10月4日発売 ISBN 978-4-06-517288-9
  5. 2019年10月4日発売 ISBN 978-4-06-517289-6

## 劇場アニメ
第1作は、1991年8月17日より松竹系にて公開された。「六次元英雄伝説」と題され、併映作品は『アルスラーン戦記』。
第2作は、1992年7月18日より松竹東急系で『サイレントメビウス2』のタイトルで公開された。「NEO英雄伝説」と題され、併映作品は『アルスラーン戦記II』と『風の大陸』。

### 声の出演
- 香津美・リキュール - 松井菜桜子
- ラリー・シャイアン - 藤田淑子
- レビア・マーベリック - 高島雅羅
- キディ・フェニル - 鶴ひろみ
- 闇雲 那魅 - 本多知恵子
- 彩弧 由貴 - 岡本麻弥
- 巫由伽・リキュール - 池田昌子
- ギゲルフ・リキュール - 納谷悟朗

### スタッフ
括弧内（ ）に特に説明のないスタッフは、第1作・第2作共通。
- 総監督：菊池通隆（第1作）
- 監督：富沢和雄（第1作）、井出安軌（第2作）
- 脚本：重馬敬（第1作）、菊池通隆（第1作）、中村学（第2作）
- キャラクターデザイン：菊池通隆
- デザインワークス：出渕裕、森木靖泰、幡池裕行、明貴美加、渡部隆
- 作画監督
  - 第1作 - 青木哲朗、柳沢まさひで、阿部邦博、梶島正樹、西井正典
  - 第2作 - 北島信幸、西井正典、松原秀典
- 美術監督：平城徳浩
- 音響監督：山田悦司
- 音楽：和田薫
- 制作協力 - AIC
- 制作 - 角川書店（第1,2作）、日本ビクター（第2作）、パイオニアLDC（第2作）
- 配給 - 松竹

### 主題歌
第1作「サイレントメビウス 〜Sailing」
作詞 - 笹野みちる / 作曲 - 中村英夫 / 編曲・歌 - 東京少年
元々は「Sailing」というタイトルであったが、サイレントメビウスとのタイアップに当たって改題された。麻宮はTwitterにて「「サイレントメビウス」の名前つけていただいて当時から恐縮してました。東京少年さんのラストシングルなのに。」と想いを語る。
第2作「旅立つ朝に」
作詞・作曲 - 上田知華 / 編曲 - おやじ / 歌 - 鈴木彩子

## テレビアニメ
1998年4月7日から同年9月29日までテレビ東京系で放送。全26話。

### 声の出演（テレビアニメ）
AMPメンバー
- 香津美・リキュール - 松井菜桜子
- キディ・フェニル - 鶴ひろみ
- 闇雲 那魅 - 本多知恵子
- 彩弧 由貴 - 岡本麻弥
- レビア・マーベリック - 永堀美穂
- ラム・チェン - 平松晶子
- ラリー・シャイアン - 藤田淑子
- 磯崎 真奈 - 小山茉美

ルシファーホークサイド
- ガノッサ・マクシミリアン - 塩沢兼人
- ローザ・シャイアン - 高島雅羅
- 志尾原 - 松山鷹志
- ダミア - 田代隆秀
- ドゥレホン(1) - 中田和宏
- カーヴァ・ス・ルデル(2,8) - 松山鷹志
- スィプロピス(3) - 乃村健次
- レーヴゼブデス - 中田譲治
- バレクス・マナヴィダン(15) - 真砂勝美
- ツァイリーム(16) - 松尾銀三
- ストルスケロス(17) - 真砂勝美

クライシス関係者
- ギゲルフ・リキュール - 堀勝之祐
- 巫由伽・リキュール - 池田昌子
- ステファン・L・マーベリック - 麦人
- フレックス - 山口勝平
- 闇雲 羅斬 - 大塚明夫
- ルーファ - 一城みゆ希
- ゲンヴァラ - 関俊彦
- ブライトン - 石塚運昇

警察関係者
- ロバート・デ・ヴァイス - 橋本晃一
- ラルフ・ボーマーズ - 松本保典
- 相田 - 高橋広樹
- ディロス - 尾形雅宏
- 井沢 - ねずみ
- ホセ - 吉田孝
- ロイド - 中嶋聡彦

その他
- グロスポリナー - 川久保潔
- テレス - 平野文
- アセンブラ - 水谷優子
- 闇雲 那奈 - 島本須美
- 闇雲 甲咆 - 山内雅人
- 内藤ディレクター - 世田壱恵
- クロム(3) - 高島雅羅
- 鬼(7) - 有沢俊浩
- アニー(10) - 平松晶子
- 田島博士(10) - 佐藤正治
- ニュースのアナウンサー(10) - 高橋広樹
- アナウンサー（11） - 尾形雅宏
- グロヴァー - 千葉繁
- ラリー（少女時） - 柊美冬
- ローザ（少女時） - 永田亮子
- ラリー&ローザの父 - 茶風林
- アバランシェ・ウォン - 茶風林

- 鷲尾 徹（EG社会長） - 拡森信吾
- UEXUSのマスター(15) - 沖田蒼樹
- 売店のおばさん(16) - 丸山裕子
- 板橋クイーン(16) - 鶴ひろみ
- 広報船アナ(16) - 真砂勝美
- ATM音声(16) - 永田亮子
- 女子高生(16) - 川越千夏
- 嫌味な主任(17) - 茶風林
- 警官(17) - 一条和矢
- 永田重工の社長(17) - 山本泰平
- 女性の声(17) - 加藤奈々絵
- 課長 - 佐藤正治
- 少女（アリス?） - 半場友恵
- 解剖医メラー - 世田壱恵
- 喫茶店の店員(19) - 橘ひかり
- 空港アナウンス - 河本明子

### スタッフ（テレビアニメ）
- 原作 - 麻宮騎亜（スタジオトロン）
- 監督 - 殿勝秀樹
- シリーズ構成 - 川崎ヒロユキ、殿勝秀樹
- キャラクターデザイン - 田中誠輝
- コンセプトデザイン - 森木智泰
- アニメーションディレクター - 武内宣之
- 美術監督 - 岩瀬栄治
- 色彩設計 - 川見拓也、今井亜津子
- 撮影監督 - 小澤次雄
- 音響監督 - 亀山俊樹
- 音楽 - Jimmie Haskell、Suzie Katayama、須藤賢一、Jamie Nakamura
- 音楽プロデュース - 井上俊次
- オープニングアニメーション - 山下敏成
- プロデューサー - 斉藤郁、横山慎二郎、下瀬透
- 制作協力 - シャフト
- 製作 - テレビ東京、創通エージェンシー、ラディクスエースエンタテインメント

### 主題歌
オープニングテーマ「禁断のパンセ」
作詞 - 田久保真見 / 作曲 - 井上大輔 / 編曲 - 須藤賢一 / 歌 - 石塚早織
エンディングテーマ1「Silently」
作詞・歌 - Karen Mok / 作曲 - BEGIN / 編曲 - 須藤賢一
エンディングテーマ2「Till the end of time」
作詞 -  Susanne Marie Edgren / 作曲 - Brett Raymond / 編曲 - TOM KEANE / 歌 - 奥土居美可、Jason Scheff

### 各話リスト
| 話数   | 放送日        | サブタイトル           | 英題                  | 脚本           | 絵コンテ                   | 演出             | 作画監督                 |
| ------ | ------------- | ---------------------- | --------------------- | -------------- | -------------------------- | ---------------- | ------------------------ |
| 第1話  | 1998年 4月7日 | 覚醒                   | AWAKE                 | 川崎ヒロユキ   | 殿勝秀樹                   | 鎌仲史陽         | 下坂英男                 |
| 第2話  | 4月14日       | 決断                   | DECIDE                | 川崎ヒロユキ   | 石山タカ明                 | 岡嶋国敏         | 谷口守泰                 |
| 第3話  | 4月21日       | 東京の底               | Tokyo Underground     | 川崎ヒロユキ   | 武内宣之                   | 安藤健           | 田中穣 伊藤良明          |
| 第4話  | 4月28日       | ブレイク・イン         | BRAKE IN              | 川崎ヒロユキ   | 大庭秀昭 殿勝秀樹          | 大庭秀昭         | 清山滋崇                 |
| 第5話  | 5月5日        | パーティの夜           | Let's have a party    | 川崎ヒロユキ   | 石山タカ明                 | 佐藤真人         | 宍戸久美子               |
| 第6話  | 5月12日       | 終わりなき戦い         | megadyyne             | 関島眞頼       | 日色如夏 殿勝秀樹 武内宣之 | 日色如夏         | 三浦和也                 |
| 第7話  | 5月19日       | うしろの正面           | KAGOME KAGOME         | 成田良美       | 鈴木利正                   | 鈴木利正         | 伊藤良明                 |
| 第8話  | 5月26日       | 継承                   | Yes, my Master!       | 川崎ヒロユキ   | 高橋滋春 殿勝秀樹          | 高橋滋春         | 浅沼昭弘                 |
| 第9話  | 6月2日        | かつて愛した街角       | Tokyo Antique         | 川崎ヒロユキ   | 酒井伸次                   | 酒井伸次         | 谷口守泰                 |
| 第10話 | 6月9日        | 迷宮の記憶             | XRP-77                | 関島眞頼       | 石山タカ明                 | 栗山美秀         | 清山滋崇 福島喜晴        |
| 第11話 | 6月16日       | 機械仕掛けのアリス     | Alice in Logic-space  | 金巻兼一       | 小村敏明                   | 岡嶋国敏         | 下坂英男                 |
| 第12話 | 6月23日       | 呪われた絆             | Sister                | 成田良美       | 石山タカ明 殿勝秀樹        | 大庭秀昭         | 三浦和也 清山滋崇        |
| 第13話 | 6月30日       | 第四の妖魔             | Category-IV           | 川崎ヒロユキ   | 星川孝文                   | 東風屋志郎       | 伊藤良明 武内宣之        |
| 第14話 | 7月7日        | 序曲                   | Mobius Klein          | キクチミチタカ | キクチミチタカ             | 吉岡仙朋         | 下坂英男                 |
| 第15話 | 7月14日       | 九竜（クーロン）の少女 | LUM CHENG             | 川崎ヒロユキ   | 日色如夏 殿勝秀樹          | 日色如夏         | 浅沼昭弘 田中誠輝        |
| 第16話 | 7月21日       | 刻の迷宮               | Labyrinth             | 高山カツヒコ   | 木村真一郎                 | 岡嶋国敏         | 下坂英男                 |
| 第17話 | 7月28日       | 結びあう夕べ           | Destiny               | 成田良美       | 小村敏明                   | 栗山美秀         | 福島喜晴                 |
| 第18話 | 8月4日        | 別れゆく夜             | DOMULL                | 川崎ヒロユキ   | 東風屋志郎 殿勝秀樹        | 岡嶋国敏         | 下坂英男                 |
| 第19話 | 8月11日       | さすらいの果て         | Back of a coin        | 金巻兼一       | 奥田万つ里                 | 工藤進           | 下坂英男                 |
| 第20話 | 8月18日       | 愛                     | LOVE                  | 川崎ヒロユキ   | 鈴木利正                   | 鈴木利正         | 伊藤良明 小原充 田中誠輝 |
| 第21話 | 8月25日       | 月の生まれた夜         | Dark side of the MOON | 金巻兼一       | 立花源十郎 殿勝秀樹        | 大庭秀昭         | 浅沼昭弘 福島喜晴        |
| 第22話 | 9月1日        | 暗転                   | CRYING                | 川崎ヒロユキ   | 牧野行洋                   | 岡嶋国敏         | 下坂英男                 |
| 第23話 | 9月8日        | 再生せしもの           | Life again            | 成田良美       | 山口直樹                   | くりもとひろゆき | 下坂英男                 |
| 第24話 | 9月15日       | 地獄への途（みち）     | HELL ROAD             | 矢成ミユキ     | 東風屋志郎 殿勝秀樹        | 栗山美秀         | 飯田宏義 福島喜晴        |
| 第25話 | 9月22日       | 死闘                   | Count Down            | 川崎ヒロユキ   | 工藤進                     | 工藤進           | 田中誠輝 下坂英男        |
| 第26話 | 9月29日       | 希望                   | TOMORROW              | 川崎ヒロユキ   | たけうちのぶゆき           | 鈴木利正         | たけうちのぶゆき         |

## 舞台
舞台 サイレントメビウスのタイトルで、2017年3月29日から4月2日にかけて新宿シアターサンモールで上演された。脚本・演出は細川博司、総合演出は松多壱岱が担当。

### キャスト
- 香津美・リキュール - 岩田華怜
- キディ・フェニル - 飛鳥凛
- レビア・マーベリック - 鈴木咲
- 闇雲那魅 - 八坂沙織
- ラム・チェン - 関谷真由
- 彩弧由貴 - 有澤睦生
- 飛島茜 - 舞川みやこ
- アンジェラ・サントス - 雛形羽衣
- シーン・ギニアス・ソーンディモー - 河野万里奈
- 具志堅アイナ - 林希美
- 御影マヤ - 上田芽依
- モーバ・ドゥドゥース・バディナ - 霜月紫
- ローザ・シャイアン - 江守沙矢
- ピアス - 正木航平
- ディロス・コーン - 一瀬悠
- 井沢望 - 益満洸輝
- ロバート・デ・ヴァイス - 真山勇樹
- ホセ・ギリアム - 竹ノ内大輔
- 相田那智 - 土井裕斗
- ラルフ・ボーマーズ - 篠宮穰祐
- 山本巡査部長 - 幸田承
- ガノッサ・マクシミリアン - 塩川渉
- 磯崎真奈 - 船岡咲（特別出演）
- ラリー・シャイアン - 鳳恵弥（特別出演）
- 巫由伽・リキュール - 松井菜桜子（友情出演）

出典：

## 関連商品

### ゲーム

#### コンピュータゲーム
- 1990年「サイレントメビウス」（PC-9801） タイタニック号の悲劇を元にした作品。ガイナックス制作。2020年11月2日よりプロジェクトEGGにて配信開始[4][5]。
- 1991年「サイレントメビウス」（FM TOWNS）※PC-9801版の移植
- 1991年「サイレントメビウス」（X68000）※PC-9801版の移植
- 1996年「サイレントメビウス アリス・リデル」（Windows 95、Classic Mac OS）
- 1998年「サイレントメビウス CASE:TITANIC」（PS）※PC-9801版の移植、2018年3月7日よりゲームアーカイブスにて配信開始[6]。レイティングはCERO：B（12才以上対象）。西暦2026年、電脳都市東京の上空に、1912年に沈没したはずの大型乗客船タイタニック号が突如出現。対妖魔特殊警察AMPが妖魔との関連を認め、調査に向かう。プレーヤーはタイタニックの研究家となり、AMPのメンバーとともに妖魔と戦うことになる。全9層からなる船内を探索し、タイタニックが出現した謎を解く事が目的[7]。
- 1998年「サイレントメビウス 幻影の堕天使」（PS）
- 2016年「サイレントメビウス CASE:TITANIC REPRODUCTION」（Windows 7以降）※PC-9801版の復刻移植。

#### ゲームブック
- サイレントメビウス ゲームブック 月の廻廊 - 麻宮騎亜・原作・監修/尾崎克之・著：角川書店/COMP COMICS DX（1991年）
- サイレントメビウスRPG - 山北篤、F.E.A.R.・著：富士見書房/富士見ドラゴンブック（1995年）

### 小説
- サイレントメビウス 魔法陣都市 - 重馬敬・著：角川書店/角川スニーカー文庫（1991年）
- 映画版 サイレントメビウス 天下る軌道(あまくだるいと) - 重馬敬・著：角川書店/角川スニーカー文庫（1991年）
- 映画版 サイレントメビウス2 刻かける希望(ときかけるはし) - 辻壮一・著：角川書店/角川スニーカー文庫（1992年）
- メビウスクライン 第一次妖魔大戦(1) - 重馬敬・著：主婦の友社発売、メディアワークス発行/電撃文庫（1995年）
- サイレントメビウス - 富士見書房/富士見ファンタジア文庫（1998年）
  1. 魔法陣都市 - 重馬敬・著
  2. 天下る軌道 - 重馬敬・著
  3. 刻かける希望 - 辻壮一・著
  4. 霧の廃都 - 重馬敬・著

### 関連書籍
- CDブック：メビウスクライン Side 00 - （主婦の友社発売、メディアワークス発行/電撃CD文庫SP）1995年
- 原画集：サイレントメビウス Truth Silent Mobius 10th Anniversary（1998年）
- キャラクターブック：香津美・リキュール（構成：仁木伸明、上崎洋一/執筆：重馬敬、富士見書房）1999年
- PS版ゲーム攻略本：サイレントメビウス 幻影の堕天使 公式攻略ガイド（メディアワークス）1998年
- 楽譜：ピアノソロ サイレントメビウス（東京音楽書院）1998年

### CD
- 1989年：サイレントメビウス オリジナル・ドラマ・アルバム "DANGER"
- 1989年：サイレントメビウス ミュージック・アルバム "CAUTION"
- 1991年：サイレントメビウス ミュージック・アルバムII "EMERGENCY"
- 1991年：サイレントメビウス ドラマ・アルバムII "WARNING"
- 1991年：サイレントメビウス 大江戸暗婦始末記 音楽集
- 1992年：サイレントメビウス 〜イメージ・ソング〜 XX-II "静寂 (SI・JI・MA)" <Vocal.高橋洋子>
- 1992年：サイレントメビウス 〜イメージ・ソング〜 XY-II "Ready to love" <Vocal.影山ヒロノブ>
- 1993年：サイレントメビウス交響聖譚曲
- 1993年：メビウスクライン I 震撼
- 1994年：リターン・オブ・ザ・サイレントメビウス
- 1994年：サイレント・ラヴァーズ サイレントメビウスドラマアルバム
- 1994年：サイレントメビウスメモリアルベスト パンドラ・ディスク
- 1995年：メビウスクライン II 胎動
- 1995年：サイレントメビウスキャラクター・イメージ・アルバム KATUMIX
- 1996年：サイレントメビウスキャラクター・イメージ・アルバム YUKIMIX
- 1996年：サイレントメビウスキャラクター・イメージ・アルバム NAMIX
- 1998年：SILENT MÖBIUS THE BEST MUSIC COLLECTION

### DVD
- 1999年「サイレントメビウス DVDメモリアルボックス part-1」
- 1999年「サイレントメビウス DVDメモリアルボックス part-2」
- 2007年「サイレントメビウス劇場版 DVDコンプリートボックス」
- 2011年「EMOTION the Best サイレントメビウス DVD-BOX」※TV版全26話収録の6枚組廉価BOX

## サイレントメビウス外伝 幕末闇婦始末記
河崎実監督による実写オリジナルビデオ作品を中心とした、幕末の日本が舞台のサイレントメビウスの外伝作品群。登場する本編と同じ名前を持つキャラクターは本編キャラの前世とされている。
- サイレントメビウス外伝 幕末闇婦始末記 - 実写OV、河崎実監督、1993年
- いつか夢のように - 主題歌シングルCD、1993年
- CDキネマ1 闇婦誕生 - ドラマCD、1993年
- CDキネマ2 八五郎の恋 - ドラマCD、1993年
- 総音楽集 - サウンドトラックCD、1993年
- サイレントメビウス外伝 幕末闇婦始末記 - 小説。大沼弘幸・著：角川書店/角川スニーカー文庫
  1. 香津美斬魔剣（1993年）
  2. 姫竜妖恋慕情（1993年）
  3. 那魅純愛呪法（1993年）
  4. 薔薇のエピタフ（1994年）

## サイレントメビウスQD
2000年頃、オリジナルシリーズの後世代の話である『サイレントメビウス ネオス』がアニメ化も含めて企画された。これは他の連載もあり実現に至らなかったが、2012年ごろ複数の出版社に企画を打診した結果、『月刊ヤングマガジン』（講談社）にて、17年後の世界を舞台とした続編『サイレントメビウスQD（クアドリガ）』が2013年8月から2018年6月まで連載された。
単行本は全5巻。

### 主な登場人物（QD）
チーム・ウーファー
戦闘担当チーム。
アオイ・真境名
主人公。過去パートナーが次々亡くなっていることからハードラックと呼ばれる。
パル・オーガニック
チーム・ウーファーのチームリーダー。
闇雲凪
那魅の姪。通常の学校にも通っており、那魅とは違い巫女衣装以外に学校の制服なども着用する。
ハイファ・吉澤
アオイのパートナー。
チーム・ツイーター
分析・作戦指揮担当チーム。
ターシャ・リコワルスキ
チーム・ツイーターのチームリーダー。前作の最終決戦で両親を失う。
アイリーン・王
ヴィジョネイル。ジークンドーの技量も高く、パルに戦闘担当のチーム・ウーファーに誘われるほど。マーベリック製OSに次ぐシェアを持つOSの開発者でもある。
村雨愛由美
チーム・スコーカー
救護担当チーム。
アマンダ・ペイン
チーム・スコーカーのチームリーダー。
恋兎優奈
ハン・リジャン
チーム・イコライザ
署保安部担当チーム。
レビア・マーベリック
AMP署長。前レビアとそっくりだが幼い姿をしている。チーム・イコライザはレビア直轄。
ティファニー・ダ・ディーパ
響子・サヘル
クリス
拘束具で封印されている謎の人物。
伊吹十三
AMPメカニック担当。

## ラジオ
アニメキングダム
パーソナリティーは山口勝平、岡本麻弥、大沼弘幸。「NEO英雄伝説」の販促番組として1992年4月 - 1994年3月に東海ラジオにて放送された。麻宮騎亜も積極的に番組に参加しており、後継番組として1994年4月 - 1998年10月に放送された『アニキンFREEDOM』では途中からスポンサーとして出資していた。
サイレントメビウス 由貴の誕生パーティ
パーソナリティーは松井菜桜子、本多知恵子、岡本麻弥、麻宮騎亜、大沼弘幸。響ラジオステーションにて設定上の彩弧由貴の誕生日が現実に来たことを記念し、2010年9月10日 - 10月1日の毎週金曜日配信の全4回に加え、2010年10月15日金曜日配信の公開録音スペシャル全1回が配信された。
番組内では泰勇気がゲストキャラを演じたラジオドラマも放送され、主題歌「君の未来」もV.S UNIONfeaturing泰勇気によって手がけられた。
2012年にCD化され、キャラアニより発売されている。
メビウス・リング・ユニバース
音を楽しむウェブラジオ『ハラショー!!』配信の麻宮騎亜作品を紹介するwebラジオ。